# Christianitas (pismo)
Christianitas – kwartalnik poświęcony analizom religijnym, społecznym i cywilizacyjnym z perspektywy duchowości i dziedzictwa łacińskiej tradycji liturgicznej Kościoła katolickiego. Od kwietnia 2014 r. funkcjonuje także jako portal opinii katolickiej (christianitas.org). Ukazuje się od 1999 r. Wydawany jest przez Fundację św. Benedykta.

## Historia
Pismo powstało z inicjatywy prezesa Klubu Książki Katolickiej Bogusława Kiernickiego. Jego współzałożycielem i redaktorem naczelnym jest Paweł Milcarek. W skład redakcji wchodzą: Anna Barcikowska, Michał Barcikowski, Tomasz Dekert, Paweł Grad, Monika Grądzka-Holvoote, Antonina Karpowicz-Zbińkowska, Piotr Kaznowski (redaktor naczelny w latach 2009–2011), Filip Łajszczak (zastępca redaktora naczelnego), Tomasz Rowiński (portal). Z pismem stale współpracują: Łukasz Benedykt Bilski, Piotr Chrzanowski, Tomasz Glanz, Michał Gołębiowski, Marek Jurek, Jacek Kowalski, Grzegorz Kucharczyk, Justyna Melonowska, Paweł Skibiński, Kinga Wenklar. Autorem winiety pisma jest Paweł Kula (twórca pierwszego layout i wielu okładek pisma), obecny layout zaprojektowała Zofia Herbich (autorka projektów części okładek), od 2016 przy tworzeniu okładek z redakcją współpracuje Paweł Pedrycz.
Do współpracowników pisma należeli m.in. Jacek Bartyzel, Piotr Semka, Konrad Szymański i Janusz Kotański. Na jego łamach gościli także autorzy związani z czasopismami „Arcana”, „44 / Czterdzieści i Cztery”, „Fronda”, „Nova et vetera”, „Nowy Obywatel”, „Pressje”, „Pro Fide Rege et Lege”, „Rzeczpospolita”, „Teologia Polityczna”.
U genezy „Christianitas” znajduje się pewna konkretna okoliczność: twórcy pisma i ich najbliżsi współpracownicy wraz ze swymi rodzinami spotykali się od kilku lat na niedzielnej Mszy tradycyjnej (…) odprawianej w Poznaniu i Warszawie. W ten sposób (…) wspólnie wchodzili w coraz intensywniejsze uczestnictwo, actuosa participatio, w wielowiekowym dziedzictwie katolickim, odbywając coś w rodzaju „powrotu do źródeł.” – pisał z okazji dziesięciolecia pisma jego redaktor naczelny.
Chcieliśmy mieć takie miejsce, w którym możemy (…) z wolnej stopy formułować oceny, wyjaśniać swe racje, a czasem po prostu zaprezentować to, czym żyjemy, bez obawy, że zostanie to przycięte, zmarginalizowane lub puszczone w kanał obcych nam intencji.
„Christianitas” wyrasta więc z nurtu tradycjonalizmu religijnego i konserwatyzmu politycznego, ale określa swoją tożsamość w oparciu o własne przekonania i wykraczając poza arbitralne klasyfikacje.
W historii pisma można wyróżnić następujące etapy. W latach 1999–2002 „Christianitas” miało charakter periodyku religijno-kulturalnego skoncentrowanego na tematyce liturgicznej. W latach 2002–2007 podjęło tematykę polityczną i zaprezentowało własny głos w dużych debatach cywilizacyjnych toczących się w mediach głównego nurtu. Po wydaniu w 2007 r. dokumentu Summorum Pontificum uznającego pełnoprawność liturgii łacińskiej, pismo ponownie rozszerzyło swój zakres treściowy, podejmując kwestie ideowych podstaw cywilizacji europejskiej.
W latach 1999–2005 wydawcą pisma był Klub Książki Katolickiej, a od 2005 r. – Fundacja św. Benedykta.
W latach 1999–2006 „Christianitas” ukazywało się jako kwartalnik, a w latach 2006–2009 jako dwumiesięcznik. W 2010 r. powrócono do kwartalnego harmonogramu wydań.
Od 2014 r. pismo udostępnia wszystkie swoje zasoby w formie elektronicznej.
Przy kwartalniku wydawana jest seria książkowa pod nazwą „Biblioteka Christianitas”. Seria najpierw ukazywała się w latach 2000–2002 (biała seria), a potem jako „Biblioteka Christianitas – najważniejsze książki chrześcijaństwa” (seria czarna), a od roku 2015 w formule podobnej do pierwszej serii gromadzi współczesne pozycje dotyczące teologii, kultury religijnej, literackiej, muzycznej oraz polityki.

## Profil
Tematyka pisma obejmuje trzy dziedziny:

### 1. łacińska tradycja liturgiczna
Ideą przewodnią pisma jest przekonanie, że łacińska (klasyczna) tradycja liturgiczna jest najlepszą formą przechowywania i kształtowania wiary. Twierdzenie to opiera się na zasadzie lex orandi lex credendi, według której sposób, w jaki modli się Kościół wpływa na treść jego wiary. Formy kultu, duchowości i dyscypliny wypracowane przez Kościół powszechny po soborze trydenckim są organiczną kontynuacją form starożytnego Kościoła rzymskiego i przekazują „pierwotne doświadczenie wiary Apostołów”.
Wśród autorów publikowanych przez „Christianitas” znajdują się m.in.: kard. Józef Ratzinger, kard. Raymond L. Burke, kard. Malcolm Ranjith, ks. Dariusz Olewiński, ks. Wojciech Grygiel, Robert Spaemann, Roberto de Mattei, Fabrice Hadjadj, Laurence P. Hemming, Aidan Nichols oraz mnisi benedyktyńskich opactw należących do kongregacji Solesmes.

### 2. polityka
„Christianitas” angażuje się na rzecz kształtowania rzeczywistości zgodnie z katolicką nauką społeczną. W swojej publicystyce promuje narodowy patriotyzm i bezinteresowną służbę obywatelską, opowiada się za współpracą narodów w duchu Europy Ojczyzn, broni naturalnych praw rodziny i trwałości małżeństwa, wspiera „cywilizację życia” w walce z aborcją, eutanazją, ewolucją i eugeniką, porusza kwestie ładu medialnego i sprawiedliwego porządku gospodarczego.

### 3. filozofia i teologia chrześcijańska
Według autorów kwartalnika współczesne myślenie o świecie znajduje się w kryzysie, wynikającym z zerwania z intelektualnym dziedzictwem chrześcijaństwa. Odpowiadając na apel Benedykta XVI o przywrócenie „hermeneutyki ciągłości”, czyli interpretowanie zjawisk kultury w świetle chrześcijańskiego logosu, „Christianitas” proponuje rozwiązywanie aktualnych problemów ideowych w oparciu o niezmienne nauczanie Kościoła.
Publicystyka pisma opiera się na autorytetach m.in. św. Pawła, św. Augustyna, św. Benedykta i św. Tomasza. Nawiązuje też do myśli XX-wiecznych teologów i myślicieli katolickich i pisarzy, m.in. Henri de Lubaca, Johna H. Newmana, Réginalda Garrigou-Lagrange’a, Gilberta K. Chestertona, Etienne’a Gilsona, Gustave’a Thibona, Jeana Madirana, Evelyna Waugha.

## Nagrody i wyróżnienia
- W 2023 r. Paweł Milcarek został otrzymał wyróżnienie od kapituły Nagrody Literackiej im. Józefa Mackiewicza za tom Otwarte okna. Szkice z kultury humanizmu katolickiego, która ukazała się w "Bibliotece Christianitas".
- W 2022 r. Michał Gołębiowski otrzymał Nagrodę Specjalną Identitas za wydany w "Bibliotece Christianitas" tom esejów Bezkres poranka. O teologii poetyckiej i teologiach kontrkultury.
- W 2022 r. książka Marka Jurka 100 godzin samotności albo rewolucja październikowa nad Wisłą wydana w "Bibliotece Christianitas" była nominowana do Nagrody Literackiej im. Józefa Mackiewicza[9].
- W 2020 r. Marta Kwaśnicka została laureatką Nagrody Literackiej im. Marka Nowakowskiego za wydany w „Bibliotece Christianitas” (seria „Literatura”) zbiór opowiadań Pomyłka. Książka została również nominowana do Nagrody Literackiej im. Józefa Mackiewicza.
- W 2009 r. album z tekstem książki Duch liturgii kard. Ratzingera, ilustrowany zdjęciami Pawła Kuli z klasztoru benedyktyńskiego w Fontgombault (wydany przez Klub Książki Katolickiej, opracowany przez redaktorów „Christianitas”, Pawła Milcarka i Filipa Łajszczaka) otrzymał wyróżnienie „Feniksa” w kategorii edytorskiej.
- W 2003 r. kwartalnik „Christianitas” został laureatem nagrody im. św. Maksymiliana Kolbego przyznawanej przez Katolickie Stowarzyszenie Dziennikarzy.
- W 2002 r. seria „Biblioteka Christianitas – najważniejsze książki chrześcijaństwa” wydawana przez Klub Książki Katolickiej otrzymała nagrodę „Feniksa”.